# قطعنامه ۱۶۳۹ شورای امنیت
قطعنامه ۱۶۳۹ شورای امنیت سازمان ملل متحد که در تاریخ ۲۱ نوامبر ۲۰۰۵ تصویب شد، سندی بین‌المللی دربارهٔ بررسی وضعیت در بوسنی و هرزگوین است. این قطعنامه طی نشست ۵۳۰۷ام با ۱۵ رای موافق، ۰ مخالف و ۰ ممتنع تصویب شد.